# Ikondiana
Ikondiana là một chi bướm đêm thuộc họ Noctuidae.